# تپه دوآب ۱۱۱ سه گابی
تپه دوآب ۱۱۱ سه گابی مربوط به دوران‌های تاریخی پس از اسلام است و در شهرستان تویسرکان، بخش قلقل رود، روستای سه گابی واقع شده و این اثر در تاریخ ۲۴ اسفند ۱۳۸۳ با شمارهٔ ثبت ۱۱۴۲۰ به‌عنوان یکی از آثار ملی ایران به ثبت رسیده است.